# 村田優希
村田 優希（むらた ゆき、2005年10月7日 - ）は、日本の女子バスケットボール選手である。ポジションはパワーフォワード。Wリーグの三菱電機コアラーズ所属。

## 来歴
秋田県出身。
安城学園高校でウインターカップベスト8を経験。
2023年12月、三菱電機コアラーズにアーリーエントリー登録。